# Settanta discepoli

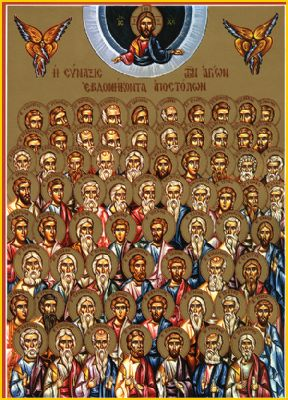
Icona dei Settanta Discepoli

Per settanta discepoli (o settantadue discepoli o settanta apostoli) si intendono i primitivi seguaci di Gesù menzionati nel Vangelo secondo Luca 10,1-24.

## Nel vangelo di Luca
Il vangelo di Luca è l'unico testo della Bibbia a parlare dei settanta (o settantadue) discepoli, inviati in coppie da Gesù per la missione di evangelizzazione:
(Bibbia CEI, Vangelo secondo Luca, 10,1-5)
Nella cristianità occidentale si tende a riferirsi a essi come discepoli, nella cristianità orientale come apostoli. Secondo l'originale greco, un apostolo è mandato in missione e un discepolo è uno studente; in ogni caso, le due tradizioni divergono sull'accezione della parola apostolo.
Nella Chiesa ortodossa, il 4 gennaio ricorre la festività dedicata ai settanta discepoli, chiamata Sinassi dei settanta apostoli. A ognuno dei settanta, inoltre, è riservata una commemorazione individuale nell'arco dell'anno liturgico.

## Nella tradizione
Secondo Eusebio di Cesarea, all'epoca della nascita del cristianesimo non esisteva alcun elenco dei settanta discepoli, e nella sua Storia ecclesiastica riporta tra i settanta solo Barnaba, Sostene, Cefa, Mattia, Taddeo e Giacomo, fratello del Signore.
Successivamente, furono redatti elenchi di settanta discepoli, ritenuti privi di fondamento storico. Secondo i redattori della Catholic Encyclopedia, «queste liste sono sfortunatamente prive di valore», in quanto tarde e non riscontrabili con altre fonti storiche. Francesco Lanzoni è ancora più critico, giudicando questi testi «merce artefatta e avariata»; secondo questo autore: 
(Francesco Lanzoni, Le diocesi d'Italia dalle origini al principio del secolo VII (an. 604), vol. I, Faenza, 1927, pp. 6-7)
L'autore parla di personaggi non cristiani. Infatti, tra i nomi proposti in queste liste, compare anche quello di Cesare (nº 55), menzionato nella lettera ai Filippesi 4,22, e identificato con un ipotetico Cesare di Durazzo. La moderna critica biblica interpreta l'espressione della lettera ai Filippesi "quelli della casa di Cesare", non come un nome proprio di persona, ma come "coloro che curano gli interessi della casa o il patrimonio dell’imperatore".

### Elenco dei settanta
La tradizione apocrifa orientale ha trasmesso in particolare due liste di settanta discepoli di Gesù:
- la lista denominata in latino De septuaginta Apostolis, attribuita ad uno Pseudo-Ippolito, identificato dalla tradizione con Ippolito di Roma;[7]
- la lista denominata in latino De septuaginta Domini discipulis, attribuita ad uno Pseudo-Doroteo, identificato dalla tradizione con Doroteo di Tiro.[8]

L'elenco che segue è quello attribuito a Ippolito di Roma:
1. Giacomo il Giusto, vescovo di Gerusalemme
2. Cleofa, vescovo di Gerusalemme
3. Mattia, apostolo
4. Taddeo di Edessa
5. Anania, vescovo di Damasco
6. Stefano protomartire
7. Filippo
8. Procoro, vescovo di Nicomedia
9. Nicànore
10. Timone, vescovo di Bostra
11. Parmena, vescovo di Soli
12. Nicola, vescovo di Samaria
13. Barnaba, apostolo e vescovo di Milano
14. Marco, evangelista e vescovo di Alessandria
15. Luca, evangelista
16. Sila, vescovo di Corinto[9]
17. Silvano, vescovo di Tessalonica[9]
18. Crescente
19. Epeneto, vescovo di Cartagine
20. Andronico, vescovo di Pannonia
21. Ampliato, vescovo di Varna
22. Urbano, vescovo di Macedonia
23. Stachys, vescovo di Bisanzio
24. Barnaba, vescovo di Eraclea
25. Figello, vescovo di Efeso
26. Ermogene, vescovo di Efeso
27. Dema di Tessalonica
28. Apelle, vescovo di Smirne
29. Aristobulo, vescovo di Britannia
30. Narcisso, vescovo di Atene
31. Erodione, vescovo di Patrasso
32. Agabo il profeta
33. Rufo, vescovo di Tebe
34. Asincrito, vescovo di Ircania
35. Flegonte, vescovo di Maratona
36. Ermes, vescovo di Dalmatia
37. Patrobulo, vescovo di Pozzuoli[10]
38. Herma, vescovo di Filippi
39. Lino, papa e primo successore di San Pietro
40. Caio, vescovo di Efeso
41. Filologo, vescovo di Sinope
42. Olympas, martire a Roma
43. Rhodion, martire a Roma (forse lo stesso di Erodione di Patrasso)
44. Lucio, vescovo di Laodicea
45. Giasone, vescovo di Tarso
46. Sosipatro, vescovo di Iconio
47. Terzio, vescovo di Iconio
48. Erasto, vescovo di Cesarea di Filippo
49. Quarto, vescovo di Berito
50. Apollo, vescovo di Corinto
51. Cefa
52. Sostene, vescovo di Colofone
53. Tichico, vescovo di Colofone
54. Epafrodito, vescovo di Andriace
55. Cesare, vescovo di Durazzo
56. Marco, cugino di Barnaba, vescovo di Apollonia
57. Giuseppe Barsabba, detto Giusto, vescovo di Eleuteropoli
58. Artema, vescovo di Listra
59. Clemente, vescovo di Sardica
60. Onesiforo, vescovo di Corone
61. Tichico, vescovo di Calcedonia
62. Carpo, vescovo di Berito
63. Evodio, vescovo di Antiochia
64. Aristarco, vescovo di Apamea
65. Marco, detto anche Giovanni, vescovo di Bibliopoli
66. Zena, vescovo di Diospoli
67. Filemone, vescovo di Gaza
68. Aristarco
69. Pudes
70. Trofimo